# Mosquitoquí
Mosquitoquí   es el nombre que recibe una isla que pertenece al país suramericano de Venezuela. Administrativamente forma parte del territorio insular Miranda, una subdivisión de las dependencias federales de Venezuela. 
Geográficamente se localiza en el mar Caribe, formando parte del archipiélago y parque nacional de Los Roquesy de las Antillas Menores. Se encuentra al sur de cayo Felipe y la isla de Lanquí, al oeste de cayo Fernando e isla Larga, al sureste de Carenero y al norte de la ensenada de los corales.
Posee una superficie aproximada de 18,5 hectáreas (0,18 km²) con un perímetro de 3,14 kilómetros y se encuentra prácticamente deshabitada.
Su nombre probablemente es una derivación de mosquito y cayo en inglés (Mosquito Key) que en español terminó siendo Mosquitoquí.